# Jamaicas premierministre
Jamaica blev uafhængig den 6. august 1962. Jamaicas premierministre har været:

## Under britisk styre (1953-1962)
Før 1953 var Jamaica regeret af en guvernør
- Alexander Bustamante (1953-55)
- Norman Manley (1955-62)
- Alexander Bustamante, 2. gang (1962)

## Jamaica efter 1962
- Alexander Bustamante (1962-67)
- Donald Sangster (1967)
- Hugh Shearer (1967-72)
- Michael Manley (1972-80)
- Edward Seaga (1980-89)
- Michael Manley, 2. gang (1989-92)
- P.J. Patterson (1992-2006)
- Portia Simpson-Miller (2006-07)
- Bruce Golding (2007-11)
- Portia Simpson-Miller (2012-16)
- Andrew Holness (2016-)